# 小行星12848
小行星12848（12848 Agostino）是一颗绕太阳运转的小行星，为主小行星带小行星。该小行星于1997年7月10日发现。

## 轨道参数
小行星12848的轨道半长轴为2.6022138 UA，离心率为0.097。